# Столбово (Печорский район)
Столбово — деревня в Печорском районе Псковской области России. Входит в состав сельского поселения «Лавровская волость».
Расположена у южных окраин волостного центра, деревни Лавры (в 1 км от его центра) и в 31 км к юго-западу от райцентра, города Печоры.

## Население
Численность населения деревни по оценке на конец 2000 года составляла 30 жителей.
| 2001 | 2002 | 2010 |
| ---- | ---- | ---- |
| 30   | ↘22  | ↗28  |